# NBA Live 2004
NBA Live 2004 é um jogo eletrônico parte da série de jogos NBA Live que foi desenvolvido pela EA Sports e publicado pela Electronic Arts e lançado em 14 de Outubro de 2003.